# Константинувка (гміна Ґіби)
Константинувка (пол. Konstantynówka) — село в Польщі, у гміні Ґіби Сейненського повіту Підляського воєводства.
Населення — 28 осіб (2011).
У 1975-1998 роках село належало до Сувальського воєводства.

## Демографія
Демографічна структура станом на 31 березня 2011 року:
|          | Загалом | Допрацездатний вік | Працездатний вік | Постпрацездатний вік |
| -------- | ------- | ------------------ | ---------------- | -------------------- |
| Чоловіки | 13      | 4                  | 8                | 1                    |
| Жінки    | 15      | 2                  | 9                | 4                    |
| Разом    | 28      | 6                  | 17               | 5                    |